# Lj

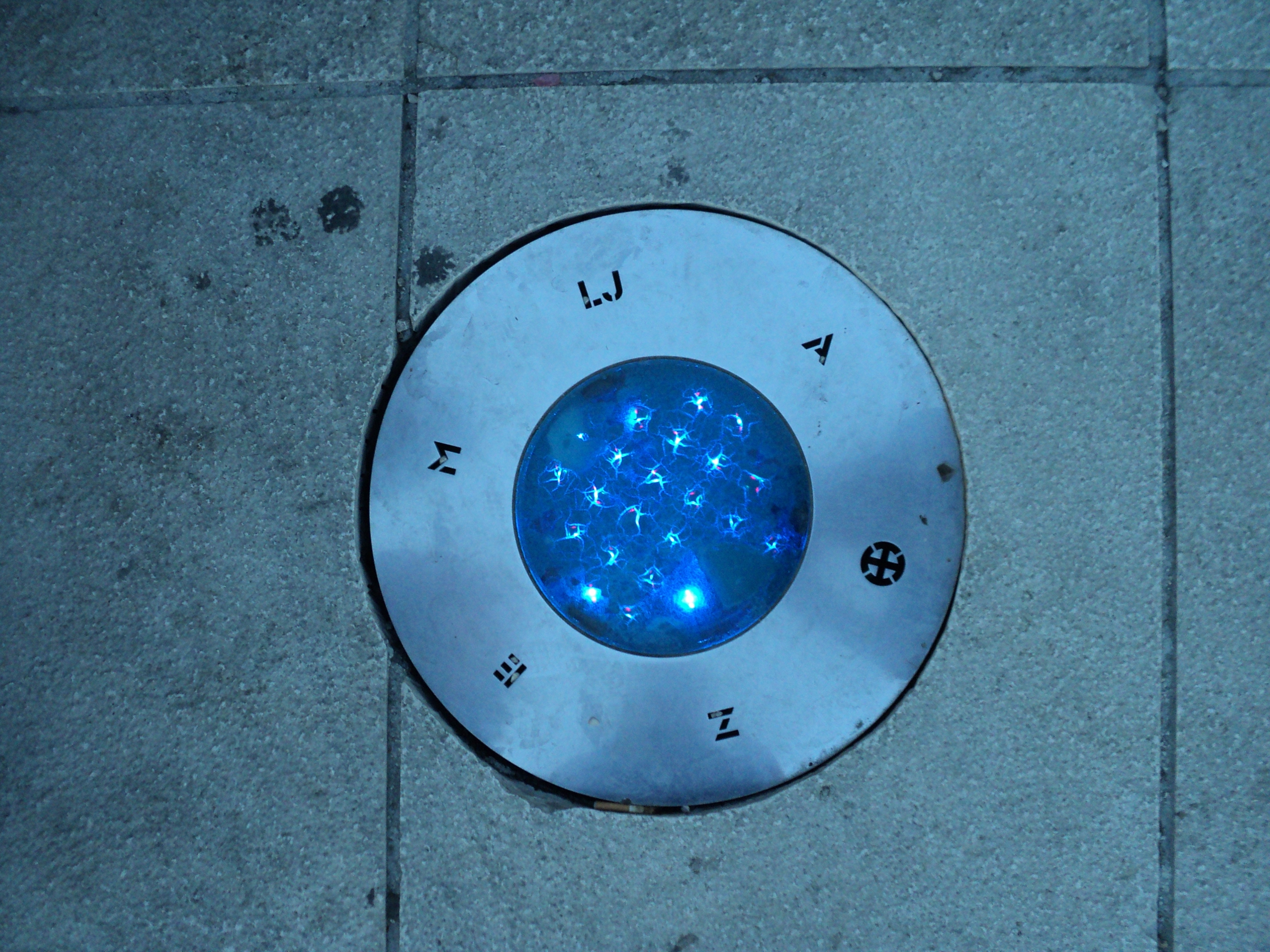
Dwuznak LJ jest traktowany jako jedna litera w słowie ZEMLJA (język chorwacki).

Lj jest dwuznakiem używanym do zapisu dźwięku "/ʎ/" we wszystkich językach południowosłowiańskich, do których zapisu używa się alfabetu łacińskiego. Dwuznak jest traktowany jako jedna litera, nie jest rozdzielany przy podziale słowa na końcu wiersza ani przy napisie pionowym. Jest też osobną literą w słowniku, np. w języku chorwackim: …, K, L, LJ, M, ….